# Dornbirn
Dornbirn (pronunciació alemanya: [ˈdɔʁnbɪʁn] ( escolteu-ho) ) és una ciutat de l'estat austríac més occidental de Vorarlberg. És el centre administratiu del districte de Dornbirn, que també inclou la ciutat de Hohenems, i la ciutat del mercat de Lustenau.
Dornbirn és la ciutat més gran de Vorarlberg i la desena ciutat més gran d'Àustria. És un important centre comercial i comercial.

## Geografia

### Ubicació
Dornbirn es troba a 437 metres sobre el nivell del mar a la vall alpina del Rin, als peus de la muntanya Karren, part de la cadena muntanyosa del bosc de Bregenz a la vora dels Alps orientals. Es troba prop de les fronteres amb Suïssa, Alemanya i Liechtenstein. El riu Dornbirner Ach travessa la ciutat i més tard al llac de Constança.

### Estructura municipal

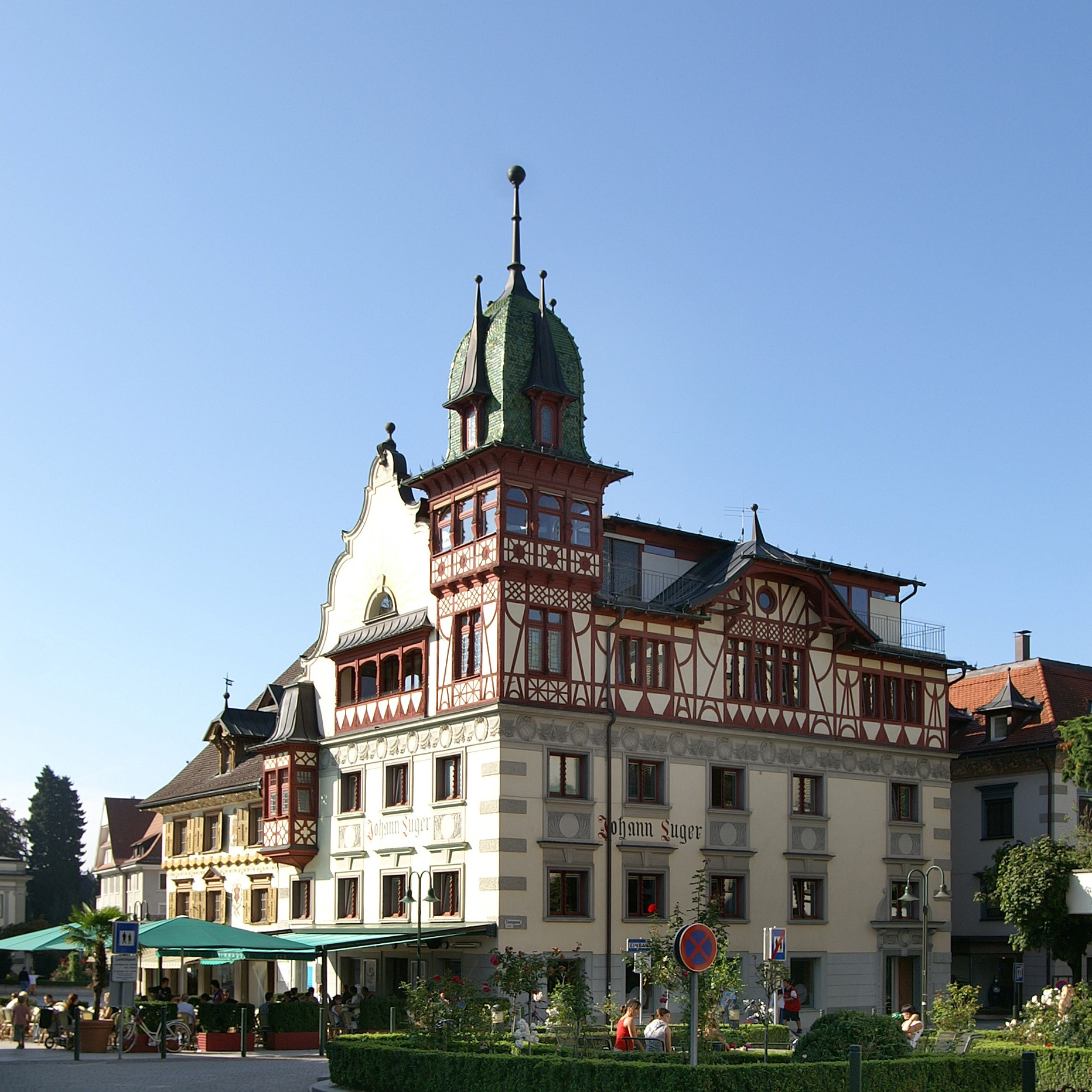
Marktplatz

Dornbirn només consistia en quatre quarters o recintes: Markt, Hatlerdorf, Oberdorf i Haselstauden. Al segle xx, es van formar dos nous recintes a l'oest: Rohrbach (abans una part de Markt) i Schoren (abans una part de Hatlerdorf), amb la qual cosa el nombre total de recintes a sis.

### Municipis veïns
La mateixa ciutat de Dornbirn constitueix gairebé el 70% de la superfície del districte de Dornbirn i limita amb nombrosos altres municipis: Hohenems i Lustenau, 15 municipis del districte de Bregenz: (Lauterach, Wolfurt, Schwarzach, Bildstein, Alberschwende, Schwarzenberg, Reuthe, Mellau), Damüls), i quatre del Districte de Feldkirch: (Laterns, Zwischenwasser, Viktorsberg, Fraxern).

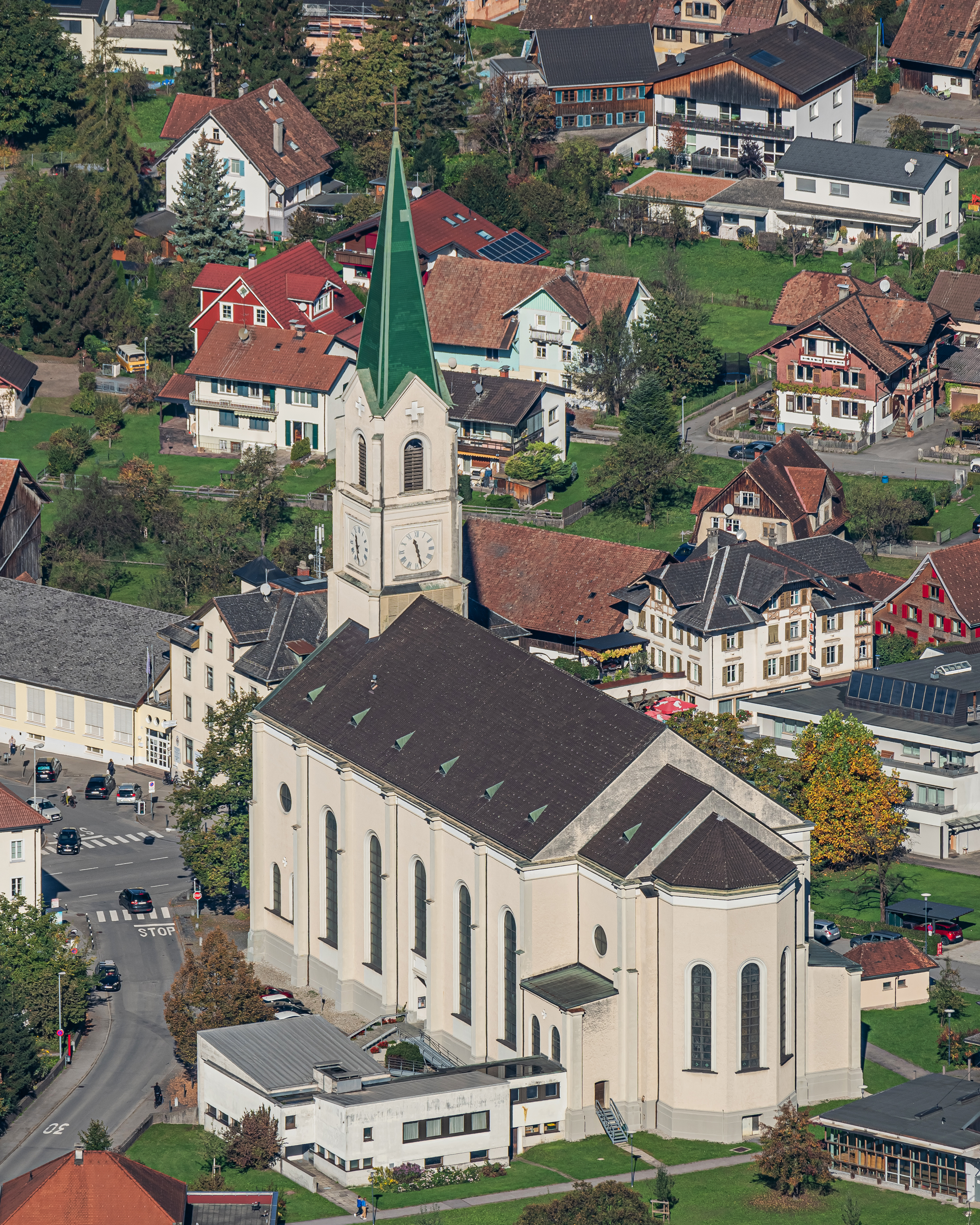
Dornbirn, St.-Leopold-església

## Història
L'evidència més antiga de la presència humana a la zona de Dornbirn daten de l'època mesolítica. El nom Dornbirn deriva de torrin puirron, que significa l'assentament de Torro (nom d'un pagès alamànic que hi viu) i, per tant, no té res a veure amb peres (en alemany Birnen), encara que aquest fruit està retratat de manera destacada a l'emblema de la ciutat. 'Torrin puirron' s'esmenta per primera vegada l'any 895, en un document de Sant-Gall (Suïssa).
Dornbirn va passar a formar part de la monarquia dels Habsburg el 1380. El 1793 va ser elevada a comunitat de mercat. Fins al 1901 no va rebre la condició de municipi. L'any 1932 es va annexionar el poble de muntanya d’Ebnit. El 1969 Dornbirn es va convertir en la seu de la nova autoritat administrativa del districte de Dornbirn.
El 1881 l'emperador Francesc Josep I d'Àustria va inaugurar el primer servei telefònic de l'Imperi K&K el 10 d'agost de 1881.

## Població
| 1880  | 1900   | 1923   | 1939   | 1951   | 1971   | 1991   | 1r gener 2014 | 1r gener 2016 | 1r gener 2018 |
| 9.464 | 13.193 | 14.481 | 16.650 | 22.532 | 35.113 | 35.113 | 46.883        | 48.067        | 49.278        |

## Cultura

### Museus
El Museu de la Ciutat de Dornbirn és el museu local de Dornbirn, especialitzat en la història de la ciutat, la fotografia primerenca, l'artesania tradicional, l'agricultura i la indústria tèxtil antigament florida.

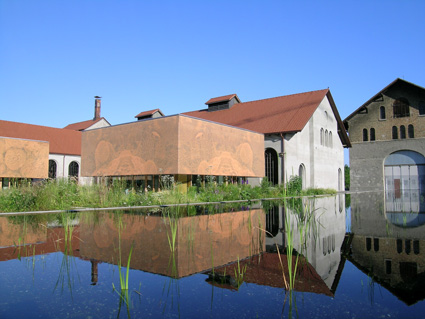
Inatura

Inatura és un museu d'història natural interactiu. El museu inclou un centre de documentació sobre la natura a Vorarlberg, juntament amb una exposició interactiva.
El Mohren Biererlebniswelt és un museu de la cervesa de la fàbrica de cervesa més antiga de Vorarlberg, Mohrenbrauerei. Mostra els equips tradicionals de la cerveseria i ofereix informació sobre la història de l'elaboració de cervesa. A més, acull tallers de cervesa.
El Museu Rolls-Royce és un museu de l'automòbil de propietat privada. Es diu que té la col·lecció de cotxes Rolls-Royce més gran del món.
ART BODENSEE és un punt de trobada anual per a artistes, col·leccionistes d'art i coneixedors. Des de l'any 2001, inclou exposicions d'obres d'artistes internacionals.
El Museu FLATZ es considera un fòrum preocupat pels impulsos artístics i les posicions culturals contemporànies. Mostra exposicions canviants dissenyades per comissaris convidats internacionals, centrades en l'art fotogràfic; organitza lectures, cicles de conferències, debats i actuacions.

### Arquitectura
El Messestadion de Dornbirn és un pavelló esportiu cobert i la seu de l'equip local d'hoquei sobre gel.
Un exemple de l'arquitectura moderna del Vorarlberg és el LifeCycle -Tower ONE (LCT ONE), un projecte arquitectònic innovador relacionat amb l'eficiència energètica i ambiental. Amb les seves vuit plantes, és el primer complex híbrid modular de fusta; es va construir l'any 2012.

## Economia
L'estudi regional de Vorarlberg de l'ORF (Austrian Broadcasting Corporation) es troba a Dornbirn.
Zumtobel Group és una empresa comercialitzada amb ATX, una de les moltes empreses amb seu a Dornbirn. La ciutat va ser antigament un centre important de la indústria tèxtil, que va patir un greu declivi a partir de la dècada del 1980.
La Mohrenbrauerei August Huber és la cerveseria més antiga de Vorarlberg i líder del mercat en els sectors de la gastronomia i el comerç al detall.

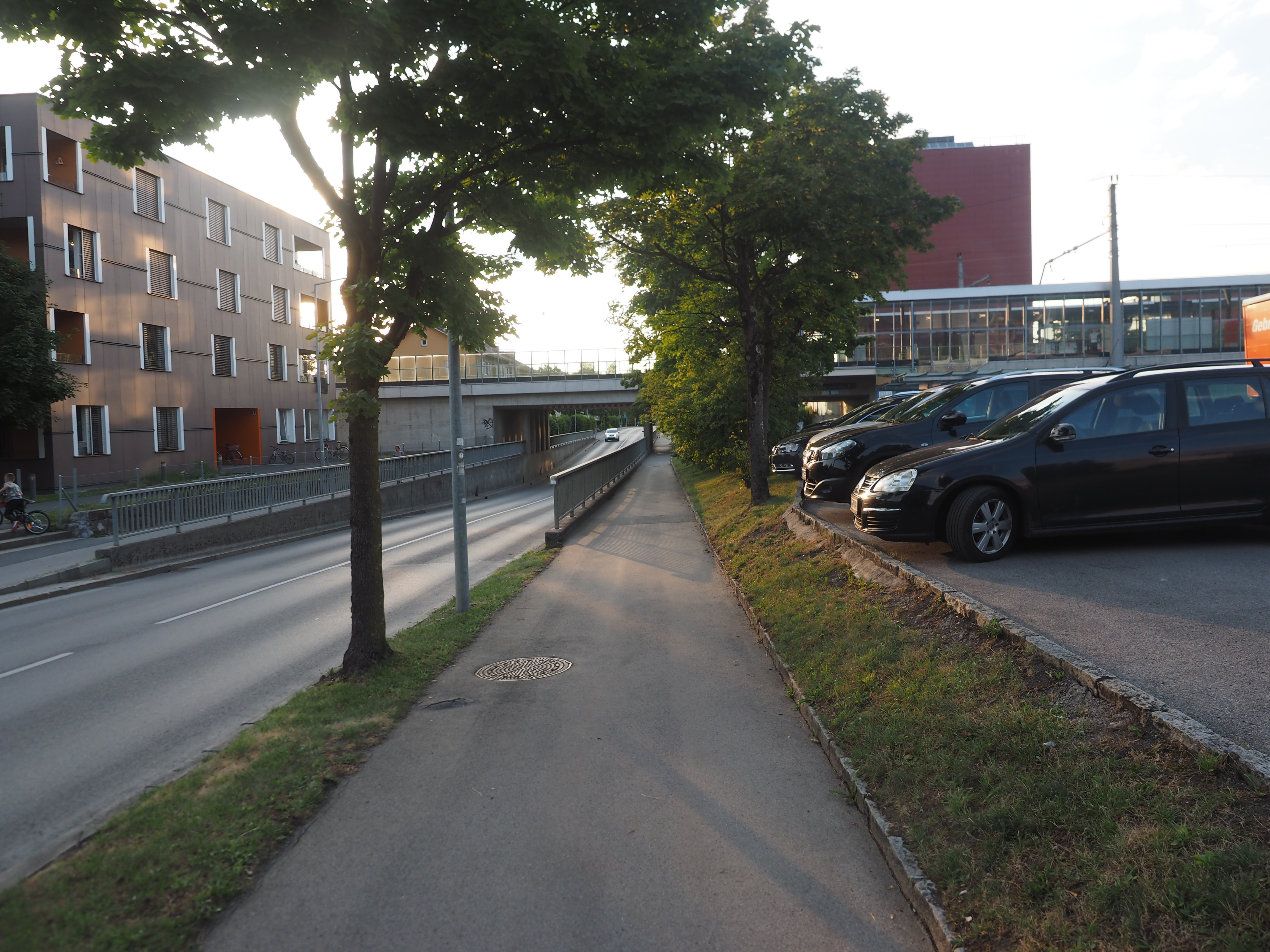
Vista de Höchsterstraße a Schoren. L'estació de tren de Dornbirn Schoren és visible al fons a la dreta.

Situada al mig de la vall el Rin, Dornbirn és una important cruïlla de línies d'autobusos regionals i interregionals, que connecta Bregenz al nord, Feldkirch al sud i el bosc de Bregenz a l'est. L'autopista A14 Rheintal (Autobahn) passa a l'oest. El túnel d'Achrain, inaugurat el 2009, connecta directament Dornbirn/Haselstauden amb la regió del bosc de Bregenz - Alberschwende. El municipi disposa d'una xarxa d'autobusos municipals.
L'estació de tren de Dornbirn és una parada important per a tots els trens entre l'oest i l'est d'Àustria.
Un petit aeroport es troba a prop de Hohenems.

## Educació

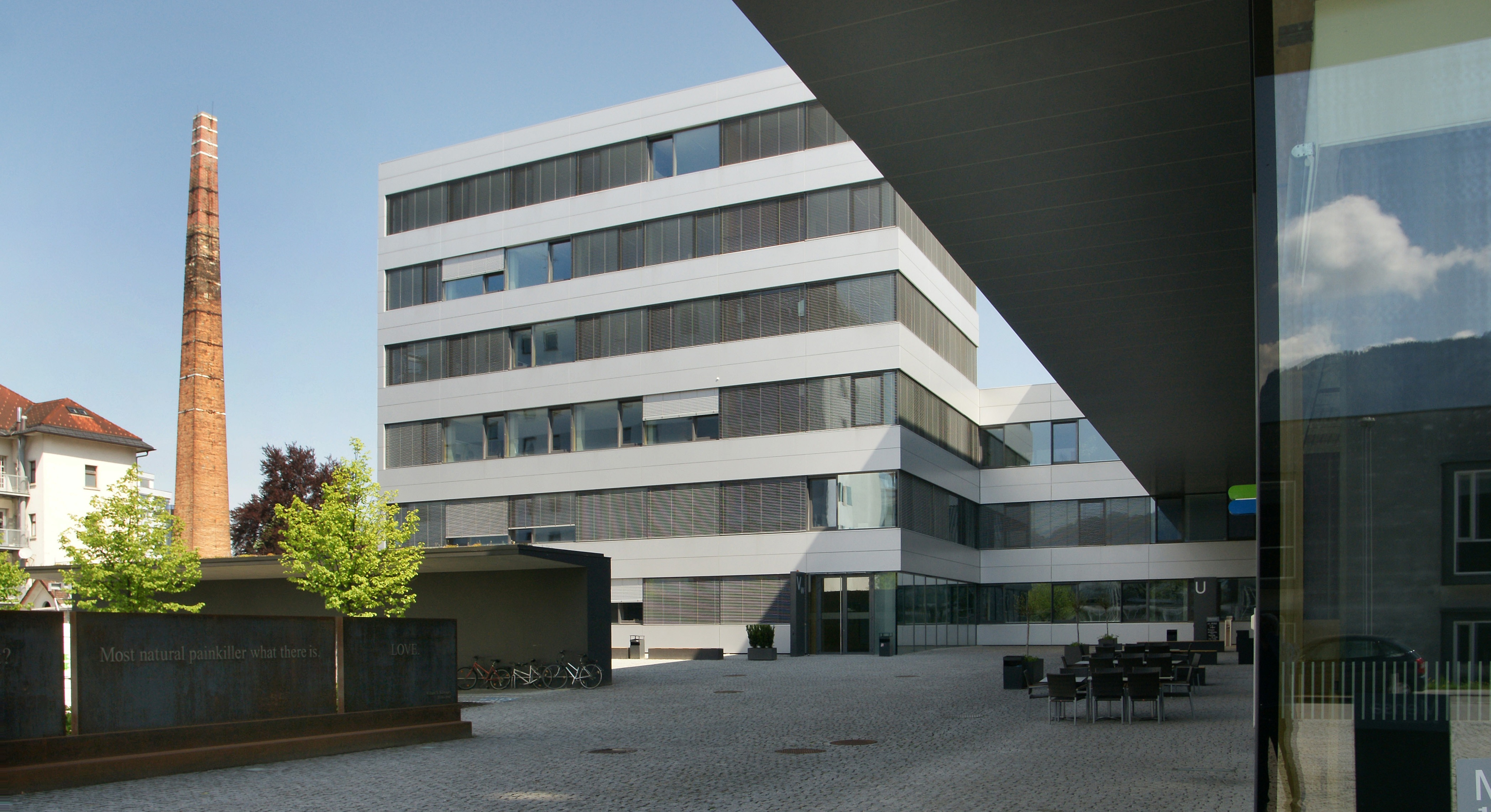
Universitat de Ciències Aplicades Vorarlberg

Les institucions educatives de Dornbirn inclouen la Universitat de Ciències Aplicades de Vorarlberg, dues escoles secundàries d'educació general i un col·legi professional tècnic superior (Höhere Technische Lehranstalt).
La Universitat de Ciències Aplicades de Vorarlberg (alemany: Fachhochschule Vorarlberg) es va fundar originalment com a escola de tecnologia l'any 1989. Va aconseguir l'estatus d'universitat reconeguda oficialment el 1999. Actualment, ofereix graus i màsters en els àmbits d'Empresa, Enginyeria i Tecnologia, Disseny i Treball Social.

## La Mohrenbrauerei (cerveseria Mohren)

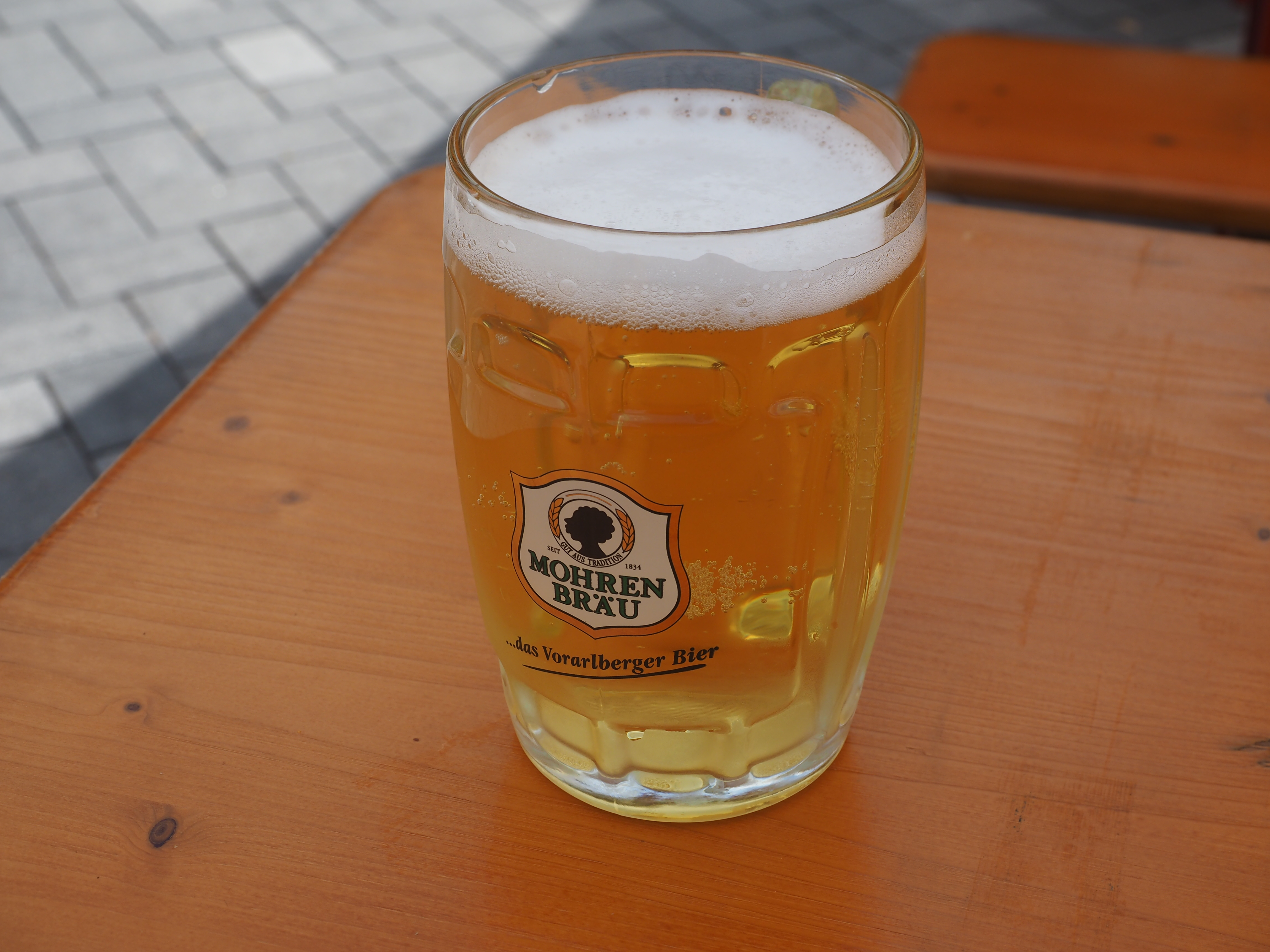
Copa de cervesa Mohrenbräu

La Mohrenbrauerei va ser fundada a Dornbirn l'any 1834, la qual cosa la converteix en la fàbrica de cervesa més antiga en funcionament del Vorarlberg.

## Persones notables

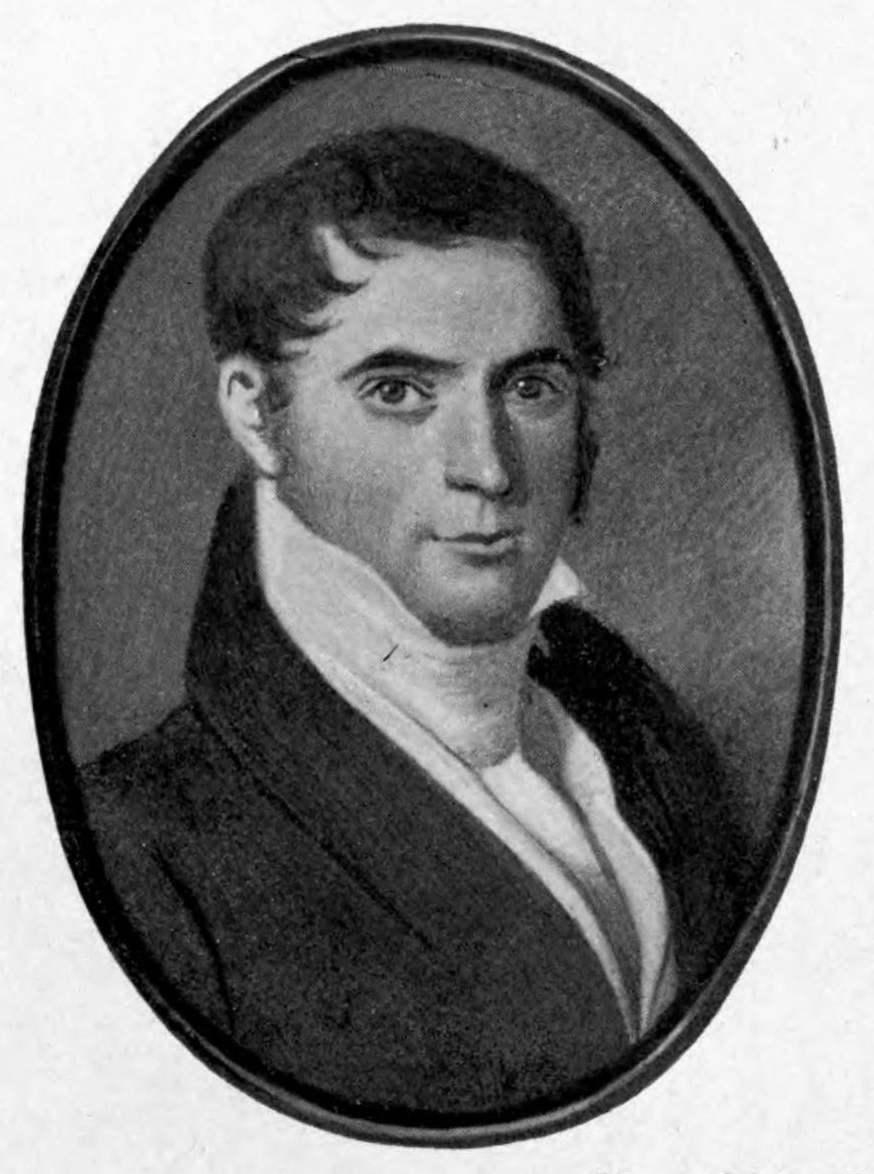
Francis Martin Drexel, autoretrat

- Joseph Anton Rhomberg (1786–1853) pintor, il·lustrador i artista gràfic alemany.
- Francis Martin Drexel (1792–1863), banquer i artista de Filadèlfia
- Joseph Bobleter (1846–1909), editor i polític nord-americà.
- Karl Aubert Salzmann (1876–1934), president del Consell Federal (Àustria), 1926/1927
- Margret Dünser (1926–1980), periodista
- Wolfgang Rümmele (1946–2019), alcalde de Dornbirn 1999-2013
- Elfi Graf (nascut el 1952), cantant de música de Schlager
- Eva Maria Waibel (nascuda el 1953), professora de secundària i antiga política de l'ÖVP
- Tobias G. Natter (nascut el 1961) historiador de l'art austríac
- Aaron Pilsan (nascut el 1995) és un pianista clàssic austríac.
- Günter Vetter (1936–2022), polític austríac, membre del consell estatal de Vorarlberg
- Reinold Geiger (nascut el 1947), empresari austríac,

### Esport
- Karl Cordin (nascut el 1948), corredor d'esquí
- Ingrid Eberle (nascuda el 1957), corredora d'esquí
- Yvonne Meusburger Garamszegi (nascuda el 1983), jugadora de tenis WTA
- Eva Pinkelnig (nascuda el 1988), saltador d'esquí
- Tamira Paszek (nascuda el 1990), jugadora de tenis WTA
- Deniz Mujić (nascut el 1990) és un futbolista austríac d'origen bosnià amb més de 280 partits de clubs.